# Estación de Wallisellen
La estación de Wallisellen es una estación ferroviaria de la comuna suiza de Wallisellen, en el Cantón de Zúrich.

## Historia y Situación
La estación se encuentra ubicada en el sur del núcleo urbano de Wallisellen, y fue inaugurada en 1855 con la apertura de la línea Zúrich - Winterthur. Cuenta con tres andenes, uno lateral y dos centrales, a los que acceden cinco vías pasantes. Existe otras tres vías pasantes más, lo que totaliza ocho vías pasantes, a las que hay que sumar un par de vías toperas. Actualmente la estación tiene un edificio moderno de reciente construcción.
En términos ferroviarios, la estación se sitúa en la línea Zúrich - Winterthur, y en ella nace la línea Wallisellen - Uster - Wetzikon - Rapperswil, más conocida como Glatthalbahn. Sus dependencias ferroviarias colaterales son la estación de Zúrich Oerlikon hacia Zúrich, la estación de Dietlikon en dirección Winterthur y la estación de Dübendorf hacia Rapperswil.

## Servicios ferroviarios
Los servicios ferroviarios de esta estación están prestados por SBB-CFF-FFS:

### S-Bahn Zúrich
La estación está integrada dentro de la red de trenes de cercanías S-Bahn Zúrich, y en la que efectúan parada los trenes de varias líneas pertenecientes a S-Bahn Zúrich:
- S 8 Weinfelden – Winterthur – Wallisellen – Zúrich HB – Thalwil – Pfäffikon SZ
- S 14 Affoltern am Albis – Altstetten – Zúrich HB – Oerlikon – Wallisellen – Hinwil
- S 19 (Koblenz – Baden –) Dietikon – Zúrich HB – Wallisellen – Effretikon (– Pfäffikon ZH)